# Enjin (ブロックチェーン企業)
Enjin (エンジン、社名：Enjin Pte. Ltd. ) はシンガポールを本拠地とする、ブロックチェーンエコシステムの開発会社。同エコシステムは、デジタルアセット発行プラットフォーム「Enjin Platform」、ウォレットアプリの「Enjin Wallet」、マーケットプレイスの「Enijn Marketplace」といったプロダクト群から構成される。

## 歴史
2009年にゲーマー向けのコミュニティ運営プラットフォームであるEnjin Networkを立ち上げ、計2,000万人以上のユーザーを獲得。2017年より、ゲーム開発者がデジタルアセットの発行や活用を、ブロックチェーン上で行うことを可能にする、エコシステムを提供している。

## プロダクト
Enjin Platform
EthereumのERC-1155トークン規格を用いた、デジタルアセットの発行プラットフォーム。
Enjin Wallet
デジタルアセットを管理が可能な、スマートフォンアプリ。
Enjin Marketplace
デジタルアセットの取引が可能な、マーケットプレイス。
Enjin Beam
QRコードを用いたNFT発行サービス。ユーザーはEnjin WalletからQRコードをスキャンすることで、デジタルアセットを受取ることが可能。

## エコシステムに参加する主なプロジェクト

### ゲーム
- Age of Rust
- Lost Relics
- The Six Dragons
- AlterVerse
- 9Lives Arena[2]

### その他
- Azure Heroes (開発企業: Microsoft) [3]
- Pluriform (開発企業: Atari) [4]
- MetaverseMe